# 김정은 (화학자)
김정은(金正恩, 1943 ~ )은 신종플루 치료제 타미플루 개발에 참여한 재일 한국인 출신의 화학자이다. 
김정은은 일본에서 태어나 동경 대학 제약학과를 나온 뒤 미국 유진(Eugene) 소재 오리건 대학교 화학과에서 유기화학전공으로 박사학위를 취득하였다. 타미플루를 개발한 미국 제약회사인 길리어드사에 화학담당 부사장으로 재직하면서 1996년 타미플루 개발을 주도했으며, 2012년 대한민국에 입국하여 현재는 대한민국 벤처기업인 카이노스메드에서 부사장으로 재직하고 있다.

## 약력
- 1965년 일본 도쿄 대학 제약학과 학사
- 1967년 도쿄 대학 유기화학과 석사
- 1970년 미국 오리건 대학교 화학과 유기화학전공 박사
- 1973년 미국 브리스톨마이어스 연구원
- 1994년 미국 길리어드사 연구원, 부사장
- 2012년 대한민국 카이노스메드 부사장